# Ángel Leiva
Ángel Leiva Simoca (Tucumán), Argentina, (1941). Es un destacado poeta y pintor  hispano-argentino, narrador, profesor, y crítico de arte y literatura.

## Biografía
Estudió en la Facultad de Periodismo en la Universidad Popular de Buenos Aires, Argentina, y de Historia del Arte en la Universidad de Buenos Aires, Argentina. Doctor en literatura y lenguas romance en la Universidad de Syracuse, Nueva York. Inició su carrera literaria en Buenos Aires, donde ha ocupado el cargo de Primer Secretario de la Sociedad Argentina de Escritores entre 1971 y 1973.
Ha organizado y participado en congresos y eventos nacionales e internacionales dedicados a la Literatura del exilio o a los grandes escritores españoles y latinoamericanos del siglo XX, en Argentina, Bolivia, México, Perú, Venezuela, Puerto Rico, Hungría, España, Estados Unidos, etc. Y ha impartido numerosas conferencias auspiciadas por organismos culturales de Argentina, Estados Unidos y España. Ha ocupado el cargo de Profesor Invitado de Literatura Latinoamericana y de Creación Literaria en la Universidad de Sevilla, la Universidad de Brown, la Universidad de Northwestern, el Hunter Collage de Nueva York, etc.
Su obra literaria ha sido traducida y publicada en los Estados Unidos en: The Chariton Review, The Hampden Sydney, Thunder Mountain Review, San Marcos Review, Gumbo, Syracuse Scholar, etc. Y analizada por, entre otros, José Luis Cano, Ernesto Sábato, José Antonio Francés, José Olivio Jiménez, Ricardo Barnatánv, José María Bermejo, Javier Villán, Pedro Provencio, Rafael de Cózar, Paul Archambault, Pedro Cuperman, etc.
Además de colaboraciones en periódicos y revistas como ABC, Informaciones de las Artes y las Letras, El País, La Estafeta Literaria, Gaceta Ilustrada, Cuadernos para el Diálogo o El Correo de Andalucía, ha publicado numerosos libros de poesía y prosa.

## Obra
- Celebración de la poesía (Universidad Internacional de Andalucía, Sevilla 2007)
- Condenada memoria, habla (Lautaro Editorial, Buenos Aires, 2005)
- Tierra querida (Casa de la cultura, Tucumán, Argentina, 2003)
- Furia de la nostalgia (Lautaro Editorial, Sevilla, 2000)
- La alegría perdida (Lautaro Editorial, Sevilla, 1996)
- En la ciudad de la alegría (Lautaro Editorial, Sevilla, 1996)
- Regreso al sur (Poemar Ediciones, Sevilla, 1993)
- Desarticulationes/Desarticulaciones (Brown University Press]], EUA, 1985)
- Versión del caos 1 (Edición Arte Gavagnin, Buenos Aires, 1984)
- Versión del caos 2 (Edición Arte Gavagnin, Buenos Aires, 1984)
- Música en los Aeropuertos(Editorial Calidón, Buenos Aires, 1982)
- El fuego de las vísperas (Editorial Calidón, Buenos Aires, 1982)
- Las edades y la muerte (Editorial Trilce, Buenos Aires, 1973)
- Cenizas y señales(Editorial Trilce, Buenos Aires, 1973)
- El pasajero de la locura(Editorial Losada, Buenos Aires, 1971)
- Los cuerpos gloriosos(Losada, Buenos Aires,1970)
- Del amor y la tierra(Ediciones del Mediodía, Buenos Aires, 1967)

## Reconocimientos
- Premio Nacional de Poesía, (Sociedad Argentina de Escritores, 1969)
- Faja de Honor en Poesía (Sociedad Argentina de Escritores, 1970)
- Premio Municipal de Buenos Aires (Dirección de Cultura de Argentina, 1971)
- Premio Internacional de Poesía César Vallejo, (Asociación de Escritores e Intelectuales del Perú, 1973)
- Premio Internacional de Poesía Pablo Neruda, (Revista Internacional de Poesía, México, 1974)